# Antonín Josef Voračický z Paběnic
Antonín Josef Voračický z Paběnic německy Anton Joseph Woracziczky von Babienitz (? - 9. ledna 1795 Pyšely) byl český šlechtic z rodu Voračických z Paběnic, od roku 1783 s hraběcím titulem.

## Život
Byl jediný syn Kryštofa Norberta a jedné z jeho dvou manželek Barbory Malovcové z Malovic (od roku 1718, † 1728), nebo Marie Magdaleny Alsterlové z Astfeldu, vd. 1729).
Jeho otec Kryštof Norbert po 35 let zastával úřad hejtmana Hradeckého kraje, avšak po finanční stránce se mu nevedlo dobře. Roku 1716 zděděné panství Černovice a Smilkov musel po roce 1719 prodat a později prodal i statek Hořice. Vlastnil hodnotnou knihovnu, kterou přestěhoval na svůj statek Velký Barchov, ale i ten byl nucen v roce 1740 kvůli zadlužení prodat.
Také Antonín Josef se potýkal s finančními problémy. Vstoupil do c. k. armády, zpočátku v hodnosti hejtmana Daunova dělostřeleckého pluku, poté u Badensko-Durlašského pluku jako nejvyšší vachtmistr a nejvyšší lajtnant (podplukovník). Od armády odešel ze zdravotních důvodů.
13. května 1783 mu byl udělen hraběcí titul.
Antonín Josef hrabě Voračický z Paběnic zemřel 9. ledna 1795 v Pyšelích, jeho manželka zemřela o rok později.

### Rodina
V roce 1778 se oženil s Marií Annou hraběnkou Bathyányovou († 26. ledna 1796), s níž měl dva syny, Jáchyma Jindřicha (* 1780) a Jana Antonína (*1787).